# Эльбрус (семейство компьютеров)
«Эльбру́с» — серия советских и российских суперкомпьютеров, разработанных в Институте точной механики и вычислительной техники (ИТМиВТ) в 1970—1980-х годах под руководством Всеволода Сергеевича Бурцева. Производство велось на Загорском электромеханическом заводе (ЗЭМЗ) «Звезда». Архитектура «Эльбрус-3», разработка которого началась в конце 1980-х, принципиально отличалась от предыдущих моделей. Опытный образец «Эльбрус-3» прошёл испытания, но в серийное производство запущен не был.

## Модели серии

### «Эльбрус-1»
Многопроцессорный вычислительный комплекс (МВК) «Эльбрус-1» — разработан в 1973—1979 годах, сдан государственной комиссии в 1980 году. Построен на базе ТТЛ-микросхем. Производительность — до 12 млн оп/с в комплектации Э1-10 с десятью ЦП. Главный конструктор серии — Всеволод Сергеевич Бурцев.

### «Эльбрус-2»
МВК «Эльбрус-2» — разработан в 1977—1984 годах, сдан в 1985 году. Производительность на 10 процессорах (из них 2 считались резервными) — 125 млн оп/с. Построен на базе ЭСЛ интегральных схем ИС-100 (аналог серии Motorola 10000), из-за высокой потребляемой мощности требовал мощной системы охлаждения. По словам Бориса Бабаяна, всего было выпущено до 200 машин «Эльбрус-2» с разным числом процессоров.
Используется в управлении РЛС «Дон-2H».
По справке «Красной звезды» от 1 марта 2001 года, Эльбрус-2 используется в «системе ПРО второго поколения, ЦУПе, Арзамасе-16 и Челябинске-70».
Используется в системе ПРО Москвы А-135.
- Процессор
  - Размещён в трёх шкафах
  - Система команд — безадресная, стековая, используется обратная польская запись
  - Тактовая частота — 20 МГц
  - Производительность по смеси Гибсон-3 — 12,5 млн оп/сек
- ОЗУ
  - логическая организация — тегированная, страничная (размер страницы — 512 слов)
  - физически — до 16 млн слов (24-битная физическая адресация) размером 80 бит (из них 8 контрольных), эквивалентный объём — 144 МБайт
  - построена на микросхемах DRAM ЗУ565РУЗВ (16 K * 1)
  - используется трёхуровневый интерливинг[8]
- Внешняя память[9]
  - На магнитных барабанах — от 8,5 до 136 МБайт
  - На сменных магнитных дисках — от 34 до 700 МБайт
  - На магнитной ленте — от 70 до 560 МБайт

### «Эльбрус-1К2» и «Эльбрус-Б»
«Эльбрус-1К2» (также известен как СВС с жаргонной расшифровкой «Система, Воспроизводящая Систему») был разработан на основе компонентов и технологий «Эльбруса-2» для замены «БЭСМ-6». Сохранял полную программную совместимость с предшественником. Было произведено порядка 60 машин.
«Эльбрус-Б» (или «Эльбрус-1К-Б») — это 64-разрядный процессор с плавающей запятой и с расширением системы команд, которая включает работу с байтами. Элементная база, аналогичная «Эльбрус-1К2» и «Эльбрус-2», но самостоятельная система ввода-вывода (без процессора ПВВ) и многомашинный вариант комплектации. Главный конструктор — М. В. Тяпкин.
| Характеристика                                      | БЭСМ-6 (1968) | Эльбрус-1К2 | Эльбрус-Б |
| --------------------------------------------------- | ------------- | ----------- | --------- |
| Производительность (млн. оп/с)                      | 1             | 2,5 — 3     | 4 — 5     |
| Частота, МГц                                        | 10            | 20          | 20        |
| Разрядность, бит                                    | 48            | 48          | 48 или 64 |
| Разрядность адресации ОЗУ, бит                      | 15            | 15          | 15 или 27 |
| Объём ОЗУ, МБ                                       | 0,032-0,128   | 0,77        | 64        |
| Объём дискового ЗУ, МБ (в стандартной комплектации) | 116           | 58          | 800       |
| Занимаемая площадь, м² (со всей периферией)         | 150-200       | 250         | 70        |
| Потребляемая мощность, кВт                          | 30            | 105         | 25        |
| Всего выпущено                                      | 355           | 60          | 60        |

### «Эльбрус-3»
МВК «Эльбрус-3» — разрабатывался в 1986—1994 годах группой сотрудников Института точной механики и вычислительной техники под руководством Б. А. Бабаяна на основании совершенно новых архитектурных идей. МВК Эльбрус-3 должен был содержать 16 суперскалярных процессоров с VLIW-системой команд. Не был запущен в серию.
Архитектура «Эльбрус-3» получила дальнейшее развитие в архитектуре микропроцессоров «Эльбрус 2000» и «Эльбрус-3М1».

### «Эльбрус-3-1»

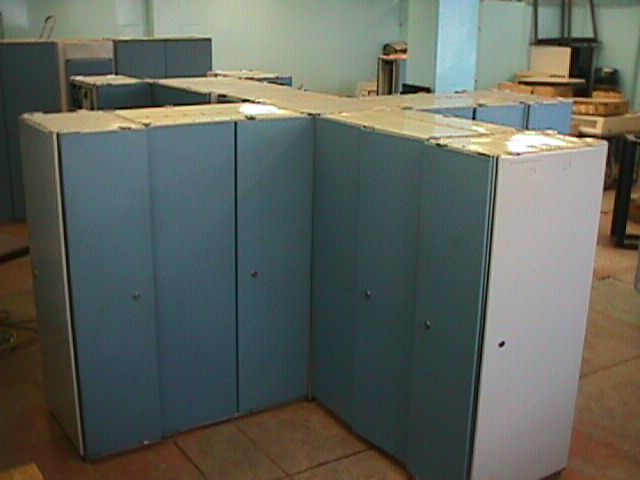
МКП Эльбрус-3-1 в машинном зале

Конструктор А. А. Соколов. В 1993 году был успешно завершён первый этап Государственных испытаний «Эльбрус-3-1» — МКП (модульный конвейерный процессор) (Премия имени С. А. Лебедева РАН).
В МКП основная идея заключалась в возможности подключения процессоров с различной специализацией (радиолокационная обработка, структурная обработка, быстрые преобразования Фурье и т. д.). У МКП было несколько счётчиков команд, поэтому он мог работать с несколькими потоками команд. Одновременно на едином поле памяти в процессоре выполнялось до четырёх потоков команд.

## Архитектура Эльбрус-1,2
Основным отличием системы Эльбрус является ориентация на языки высокого уровня 1980-х годов. Языки класса Ассемблера в системе отсутствуют. Базовый язык — Автокод «Эльбрус» Эль-76 (автор В. М. Пентковский), на котором написано общесистемное программное обеспечение (ОСПО), является языком класса Алгол. Он напоминает язык Алгол-68. Основное различие состоит в динамическом связывании типов, которое поддерживается на аппаратном уровне. При компиляции программа на Эль-76 переводилась в безоперандные команды стековой архитектуры.
Главное отличие архитектуры «Эльбрус» от большинства существующих систем — это использование тегов. В системе Эльбрус каждое слово памяти имеет, кроме информационной части, содержащей элемент данных, ещё и управляющую часть — тег элемента, на основании которого аппаратура процессора динамически выполняет выбор нужного варианта операции и контроль типов операндов.
Очень похожие принципы: Алгол как управляющий язык и система тегов применялись в компьютере B5000 фирмы Burroughs Corporation.

### Элементарные типы данных
- целые числа двух форматов — слово (64 разряда) и полуслово (32 разряда)
- вещественные числа трех форматов — слово, полуслово и удвоенное слово (128 разрядов)
- наборы — обобщение языковых типов данных bool (логический), char (символьный), alfa (короткая строка, размещаемая в слове), bytes (последовательность байтов слова)

### Управление памятью
В аппаратуре и ОС реализован гибкий механизм управления виртуальной памятью (называющейся в документации «математической»). Программисту предоставляется возможность описывать массивы размерами до 220 элементов. Разрешённые форматы элементов массива: бит, цифра (4 бита), байт, полуслово (32 бита), слово (64 бита), слово удвоенной точности (128 бит). Каждой задаче предоставляется 232 слов.

### Программное обеспечение
- Операционная система, система файлов, система программирования Эль-76, многоязыковые компоненты ОСПО — ИТМиВТ
- Фортран, Кобол, ПЛ/1, Алгол — Новосибирский филиал ИТМиВТ (ныне[14] ОАО «Новосибирский институт программных систем»)
- Паскаль, КЛУ, АБВ, РЕФАЛ, Снобол-4, Диашаг, Форт — Ленинградский университет, 1986 г. (Работает под управлением ОСПО. Имеются средства связи с процедурами на Эль-76).
- Интеллектуальная система программирования МИС, Лисп — Институт кибернетики АН СССР
- Симула-67 — Ростовский университет

## Разработки МЦСТ

### Эльбрус-90микро
Эльбрус-90микро — вычислительный комплекс, основанный на микропроцессорах серии МЦСТ-R с архитектурой SPARC.

### Эльбрус-3М
Вычислительный комплекс «Эльбрус-3М1» создан на основе VLIW-процессора с архитектурой Эльбрус 2k фирмы МЦСТ. В режиме двоичной компиляции эмулирует систему команд x86; поставляется с операционной системой МСВС-Э (на основе Linux 2.6.14), системой программирования с оптимизирующим компилятором, системой двоичной компиляции, системой тестовых и диагностических программ, средствами для обеспечения программной совместимости с многопроцессорными вычислительными комплексами (МВК) «Эльбрус-2» и «Эльбрус-1». Прошёл государственные испытания.
В тесте SPEC «Эльбрус» с тактовой частотой 300 MHz в режиме совместимости с платформой x86 обогнал Pentium III 500 MHz.
Предполагалось, что в 2008 году будут построены 100 серверов «Эльбрус-3М» для оборонной отрасли. Теоретическая производительность двухпроцессорной системы, работающей на частоте 300 МГц, составляет 4,8 Гфлопс (64-bit double) — для сравнения, двухъядерный процессор Intel Core 2 Duo 2,4 ГГц = 19,2 Гфлопс (64-bit double), двухъядерный Itanium 2 1,66 ГГц — 13,2 Гфлопс (64-bit double), четырёхъядерный Sandy Bridge 3,8 ГГц = 121,6 Гфлопс (64-bit double). Процессоры Эльбрус имеют площадь 189 мм², произведены по технологии 130-нм и содержат 75,8 млн транзисторов. Оригинальная архитектура E2K позволяет выполнять до 23 операций за такт и обеспечивает низкое энергопотребление: 0,4 Вт/Гфлопс.

### КМ-4
В декабре 2012 г. ЗАО «МЦСТ» получило пилотную партию моноблочных компьютеров «КМ-4», оснащённых материнской платой «Монокуб Архивная копия от 3 июля 2014 на Wayback Machine», построенной на базе процессора Эльбрус-2С+ и южного моста КПИ Архивная копия от 2 июля 2014 на Wayback Machine.